# CYCLOP

Логотип конкурсу

Міжнародний конкурс відеопоезії «CYCLOP» ((укр.) — «Цикло́п») — конкурс, що проводиться з 2011 року для визначення та відзначення авторів найкращих творів у жанрі відеопоезії.
Конкурс відеопоезії «CYCLOP» створений для того, щоб привернути увагу до відеопоезії як явища й окремого виду мистецтва з метою його популяризації.
Конкурс відеопоезії «CYCLOP» — міжнародний. На конкурс подаються твори українських, російських та білоруських майстрів відеопоезії, що проживають в Україні та поза її межами. Основними критеріями оцінки творів є їхня художня вартість, креативність, соціальна та гуманістична спрямованість, майстерне використання художніх засобів. Взяти участь у конкурсних змаганнях можуть усі охочі незалежно від віку, місця проживання та професійної підготовки.
Чому «CYCLOP»? У людини два ока. У Циклопа — одне. Його одне око — символізує поєднання двох різних видів мистецтв у єдине, синтез Відео та Поезії. Відеопоезія — то світогляд поета-творця крізь одне око, око відеокамери.
Конкурс проводиться в рамках Міжнародного фестивалю відеопоезії «CYCLOP». В рамках фестивалю «CYCLOP» відбуваються Лекції з питань виникнення та створення відеопоетичних робіт, презентація діяльності та демонстрація найкращих конкурсних робіт світових фестивалів відеопоезії (Німеччина, Сполучені Штати Америки, Аргентина, Росія, інш.), круглі столи та дискусії, конкурсні покази, церемонії нагородження переможців, поетичні читання та інші цікаві проєкти, що мають відношення до відеопоезії.
Найкращі роботи конкурсу беруть участь у поточних проєктах Літературного порталу «LITFEST», і протягом року демонструються в рамках показів сучасного українського кіно та на літературних/відеопоетичних фестивалях України й зарубіжжя.

## Мета конкурсу
- пропаганда культури та, зокрема, поетичної творчості;
- популяризація поезії та суміжних, синтетичних напрямів мистецтва (відеопоезії);
- привернення уваги до творчості сучасних митців (на твори яких будуть зніматися відеовірші) та ознайомлення з найкращими її зразками;
- сприяння розвитку відеопоезії, як напрямку мистецтва;
- відбір та популяризація найкращих із існуючих відеопоетичних творів.

### Умови участі у конкурсі
- У роботі має бути використана лише сучасна поезія (тексти сучасних українських, білоруських чи російських авторів);
- Тривалість твору не має перевищувати 7 хвилин;
- Роботи можуть бути виконані у будь-яких техніках з використанням будь-якого потрібного обладнання (відео, анімація, флеш, відеоколаж).
- Робота не має містити ненормативну лексику.
- Робота не має містити закликів до ненависті на расистському, національному, релігійному, політичному та будь-якому іншому підґрунті.

### Терміни прийому заявок
До розгляду приймаються заявки, надіслані з 1 вересня по 15 жовтня поточного року. Твір на конкурс може подати тільки особа, що має безпосереднє авторське право на нього (режисер, автор або співавтор тексту). Від одного автора приймаються не більше двох робіт. Заявка на участь (з позначкою «На конкурс відеопоезії») має надсилатися електронною поштою. Роботи оцінюються Суддівською колегією (журі) конкурсу, до складу якого входять відомі поети, фахівці з відеопоезії, режисури та кліпмейкерства. Переможець є лауреатом конкурсу, він отримує відповідний диплом, статуетку лауреата з зображенням логотипу конкурсу, інші пам'ятні сувеніри (футболка, значок, т.і.), а його витвір побачить світ в рамках міжнародних конкурсів відеопоезії, у відеопоетичних проєктах та у презентаціях конкурсу при всеукраїнських та міжнародних фестивалях.

## Зміст

### Засновник та партнери конкурсу.
- Засновник конкурсу — міжнародний літературний портал «LITFEST»[1] та творча ініціативна група «Поет-Ри»[2]. Автор та координатор конкурсу — Поліна Городиська.
- Партнери конкурсу: «Zebra Poetry Film Festival» [Архівовано 19 грудня 2013 у Wayback Machine.], м. Берлін (Німеччина); «The Body Electric Poetry Film Festival», м. Колорадо (США); Фестиваль відеопоезії «Shanghai Tunnels Project», м. Шанхай; «International Film Poetry Festival» [Архівовано 7 травня 2012 у Wayback Machine.], м. Афіни (Греція); Міжнародний фестиваль відеопоезії «Videobardo» [Архівовано 29 лютого 2020 у Wayback Machine.], м. Буенос Айрес (Аргентина); Фестиваль «Visible Verse» [Архівовано 31 березня 2022 у Wayback Machine.], м. Ванкувер (Канада); «Sebastian Wesman Team» [Архівовано 12 травня 2021 у Wayback Machine.], м. Таллінн (Естонія); Фестиваль відеопоезії «Пятая нога» [Архівовано 25 січня 2022 у Wayback Machine.], м. Москва (Росія); «Волошинський конкурс відеопоезії» [Архівовано 19 грудня 2013 у Wayback Machine.], м. Москва (Росія); Фестиваль-ресторація «Диван» [Архівовано 7 травня 2012 у Wayback Machine.]; Всеукраїнський відкритий конкурс кіно-, телеробіт «Мастер Гаскойн»; Портал «Видеопоэзия.ру» [Архівовано 29 липня 2012 у WebCite]; Журнал культурного супротиву [www.sho.kiev.ua/ «ШО»] (Україна); Журнал «Личности» (Україна); «Bookland» [Архівовано 4 липня 2012 у Wayback Machine.] (Україна) та інш.
- Інформаційна підтримка: Газета.ua [Архівовано 2 травня 2009 у Wayback Machine.], «ЛітАкцент [Архівовано 23 лютого 2012 у Wayback Machine.]», Портал «Буквоїд [Архівовано 25 червня 2011 у Wayback Machine.]», Українська літературна газета [Архівовано 29 жовтня 2019 у Wayback Machine.], Журнал «Українська культура [Архівовано 16 березня 2012 у Wayback Machine.]», Портал «Можливості в Україні» [Архівовано 26 квітня 2012 у Wayback Machine.], Літклуб «Маруся [Архівовано 29 березня 2022 у Wayback Machine.]», Портал «Велика Ідея [Архівовано 14 квітня 2022 у Wayback Machine.]», Книжковий портал «Друг читача», Інформаційне агентство «Нація [Архівовано 25 січня 2012 у Wayback Machine.]», Портал «Літературний форум [Архівовано 7 травня 2012 у Wayback Machine.]», Студія громадського подкастингу «Молоде радіо [Архівовано 20 лютого 2010 у Wayback Machine.]», Культурний портал «Сито [Архівовано 23 травня 2012 у Wayback Machine.]», Інформаційний портал «Платформа [Архівовано 4 травня 2012 у Wayback Machine.]», Портал «Книжковий простір [Архівовано 5 квітня 2012 у Wayback Machine.]», Сайт «Тиск світла [Архівовано 10 травня 2012 у Wayback Machine.]».

## Заснування конкурсу
Конкурс був заснований у 2011 році суспільними зусиллями міжнародного літературного порталу «LITFEST» та творчої ініціативної групи «Поет-Ри».

### Конкурс сьогодні
У 2014 році фестиваль відбувався протягом 21-23 листопада. За підтримки Фундації Дарини Жолдак, фестиваль відбувся у відкритому напередодні Fedoriv Hub, в Арена-сіті. 
Цікавинкою фестивалю 2014 року був проєкт «РоздІлові» за участі Сергія Жадана. Для проєкту «РоздІлові» Жадан обрав вірші із різних збірок. Деякі прозові фрагменти не знайти у жодному його виданні. «РоздІлові» – це проєкт-листування між «Ним» та «Нею». Автор читає рядки за «Нього», а «Вона» відповідає плавними рухами танців (у виконанні Андреа Марія Хандлер) та символами на екрані. Упродовж всього часу героїв супроводжує музика, яку створює акордеон, електро-скрипка та інші електронні інструменти. Цей проєкт, за словами Сергія Жадана, присвячений матерії ніжності, а ніжність – це і є окремі рухи.
У рамках фестивалю відбувся кіноперформанс Коло Дзиги. Особливістю цього кіноперформансу було те, що в супроводі сучасної музики від Національного центру Олександра Довженка показали цикл українського німого кіно: агітаційні та пропагандистські мультфільми 1927-30-х років. Ці мультфільми були випадково знайдені в кіноархівах, зібрані разом і показані на великому екрані глядачам. Були показані мультфільми радянських часів, що засуджували пияк та прогульників, висміювали всесвітнє розброювання, закликали боротися із паперовою тяганиною, прославляли комунізм та пролетаріат тощо.  [Архівовано 20 грудня 2014 у Wayback Machine.]

### Журі конкурсу «CYCLOP»
2011
1. Дмитро Лазуткін — український поет, журналіст.
2. Ірина Шувалова — українська поетеса, перекладач.
3. Катерина Бабкіна — письменниця, авторка проєкту відеопоєзія.in.ua.
4. Євгеній Тимохін — режисер, кліпмейкер.

2012
1. Михайло Іллєнко — український кінорежисер. Член-кореспондент Академії мистецтв України.
2. Дуня Кустуриця — директор «Kustendorf Film & Music Festival», донька Еміра Кустуриці та другий режисер його фільмів;
3. Федір Крат — Генеральний продюсер Київського міжнародного кінофестивалю;
4. Ірина Шувалова — українська поетеса, перекладач.
5. Олексій Торхов — поет, журналіст, Член Конгресу літераторів України;
6. Світлана Рейніш — переможець конкурсу «CYCLOP»-2011. Художник, оператор;
7. Дмитро Лазуткін — український поет, журналіст.

2013
1. Мирослав Слабошпицький — — сучасний український кінорежисер;
2. Катерина Бабкіна — письменниця, авторка проєкту відеопоєзія.in.ua;
3. Олексій Ушаков — поет, прозаїк, режисер, головний редактор порталу відеопоезії «Gvideon» [Архівовано 29 липня 2012 у WebCite] (Росія, Москва);
4. Ірина Шувалова — українська поетеса, перекладач.
5. Олексій Торхов — поет, журналіст, Член Конгресу літераторів України;
6. Ксенія Калініченко — переможець конкурсу відеопоезії «CYCLOP»-2012;
7. Дмитро Лазуткін — український поет, журналіст.

2014
1. Дмитро Сухолиткий-Собчук  — український кінорежисер;
2. Володимир Тихий  — український кінорежисер;
3. Сергій Жадан — письменник.
4. Троєпільська та Андрій Родіонов  — куратори фестивалю «П’ята нога»
5. Ольга Михайлюк — куратор проєктів Мистецької агенції «ArtPole».

2015
1. Дмитро Сухолиткий-Собчук  — український кінорежисер;
2. Володимир Тихий  — український кінорежисер;
3. Олег Фіалко  — український кінорежисер;
4. Ірина Шувалова — українська поетеса, перекладач.
5. Катерина Бабкіна — письменниця, авторка проєкту відеопоєзія.in.ua;
6. Ірина Цілик — українська письменниця.
7. Оксана Забужко — українська письменниця.
8. Ірина Цілик — українська письменниця.
9. Іван Козленко — генеральний директор Національного центру Олександра Довженка.
10. Дарія Кузьмич. — художниця.
11. Дмитро Лазуткін — український поет, журналіст.

## Лавреати конкурсу «CYCLOP»
2011
- 1-ше місце. Назва: «Старина» [Архівовано 12 червня 2014 у Wayback Machine.]. Автор тексту: Олександр Васин, м. Київ. Режисер: Рейніш Світлана Михайлівна, м. Київ.
- 2-ге місце. Назва: «Притча Далекобійників» [Архівовано 13 липня 2015 у Wayback Machine.]. Текст: Ірина Загладько. Відео: Оксана Була. м. Львів.
- 3-те місце. Назва: «Щось» [Архівовано 3 липня 2015 у Wayback Machine.]. Текст: Судова Мар'яна. Відео: Василь Мізюк. м. Тернопіль.
- Приз глядацьких симпатій. Назва: «Молитесь За Японию!» [Архівовано 10 липня 2015 у Wayback Machine.]. Поезія: Мара. Відео: Бондаренко Павло, Вікторія Величко. м. Луцьк.

2012
- 1-ше місце. та Приз глядацьких симпатій. Назва: «1+1=1», м. Київ. Автор тексту: Марія Теймуразян. Режисер: Калініченко Ксенія. Музичний супровід: Вадим Лазарев, соліст гурту «П'ятий вимір».
- 2-ге місце. Назва: «Зміна декорацій», м. Київ. Автор тексту: Юрій Андрухович. Автор відеоряду: АртПоле. Автор концепції: Ольга Михайлюк. Автор та виконавець музики: гурт «Карбідо» (Польща).
- 3-те місце. Назва: «Дивіться», м. Санкт-Петербург. Автор тексту: Каін Л. Відео: Артем Кірсанов. У кадрі: Олена Сироватко, Ася Чехович, Каін Л.
- Номінація: Анімаційне відео. Назва: «Метаморфози Морзе», м. Харків. Автор тексту: Богдан-Олег Горобчук. Ідея та анімація: Юлія Костерєва.

2013
- 1-ше місце. Назва: «Ніж і ніжність» [Архівовано 9 червня 2014 у Wayback Machine.], м. Київ. Автор тексту: Юрій Андрухович. Автор відеоряду: АртПоле. Автор концепції: Ольга Михайлюк. Автор та виконавець музики: гурт «Карбідо»
- 2-ге місце. та Номінація: Експеримент. Назва: «Бессмертный человек» [Архівовано 9 червня 2014 у Wayback Machine.], м. Антрацит -м.Санкт-Петербург. Текст: Дмитро Легеза. Режисура, сценарій, монтаж, концепція: Олена Самойленко. Операторська робота: Олена Самойленко, Даша Суржак. Музика: частина композиції українського музиканта Андрія Ругару Київ.
- 3-те місце. Назва: «А у вас дім далеко від нас?» [Архівовано 23 листопада 2013 у Wayback Machine.], м. Миколаїв. Текст: Богаченко Анжела. Автор відео/режисура: Богаченко Анжела. Монтаж: Євген Діордіев, Анжела Богаченко. Актори: Олег Дорош, Анжела Богаченко. Звук: Віктор Сєлуков. Оператор, спецефекти: Євген Діордієв. Художник з костюмів: Наталя Фоміна. Музика: артпост-рок група VEN’ (ВЕНЬ).
- Номінація: Дебют. Назва: «Полотно» [Архівовано 9 червня 2014 у Wayback Machine.], м. Київ. Текст: Лана Ра. Режисер: Ангеліна Турська. Оператор: Катерина Демська. Актори: Євгенія Нечипоренко, Євгеній Конощук.
- Приз глядацьких симпатій. Назва: «Листи до Бо. Лист перший» [Архівовано 9 червня 2014 у Wayback Machine.], м. Львів. Текст: Мар'яна Максим'як. Відео: з архіву Центру міської історії Центрально-Східної Європи. Монтування: Тарас Купчинський.

2014
- 1-ше місце. Дарія Кузьмич «Як вишні». Місто: Київ. Вірш: Олена Гусейнова. Режисер, монтаж, ідея: Дарія Кузьмич. Оператор: Сергій Стефан Стеценко.
- 2-ге місце.  Кирило Поліщук «Кафка». Місто: Кіровоград. Вірш та музика: Кирило Поліщук. Монтаж та ідея: Вікторія Нетребенко. Оператор: Кирило Поліщук
- 3-те місце. Євген Цимбалюк «Дорослішають» Місто: Миколаїв.  Вірш: Ксана Коваленко. Автор ідеї, режисер: Євген Цимбалюк. Оператор, монтаж: Денис Черниш.
- Номінація Дебют. Мирослава і Мар’яна Клочко «Листи в Україну». Місто: Львів. Вірш: Юрій Андрухович. Режисер, монтаж: Мирослава Клочко. Ідея, оператори: Мирослава, Мар’яна Клочко
- Номінація "Експеримент". Сергій Мисько «I`m God». Місто: Миколаїв. Автор віршу, ідеї, режисер, оператор, монтажер: Сергій Мисько.
- Приз глядацьких симпатій. Юлія Кручак «Вилікуй мене весною». Місто: Житомир. Вірш: Юлія Кручак. Оператор та монтажер: Дмитро Голумбевський.
- Конкурс "До слова". Додатковий конкурс Фестивалю «CYCLOP» на найкращий відеосупровід до віршів сучасних поетів. На конкурс-2014 організатори фестивалюзапропонували створити відеоряд до вірша Сергія Жадана «Звідки ти, чорна валко, пташина зграє?». Переможців обирав сам автор вірша, й перше місце у конкурсі-2014 посіла робота Анжели Богаченко (Миколаїв — Київ)
- I-ша «Відеопоетична Лабораторія». В період проведення фестивалю в Києві працювала справжня «Відеопоетична лабораторія», на базі якої три команди під керівництвом діячів зі сфери кіномистецтва пройшли шлях від формування ідеї, до створення готового відео на твори Грицька Чубая.  Команда-переможець: Юлія Вротна, Євген Балинець, Назар Балинець, куратор:Дмитро Сухолиткий-Собчук, створили Відеопоезію "Гіпноз"[3].

## Статті про конкурс
2014
- ЧИТОМО Cyclop 2014: режисура поезії, поезія режисури. Автор: Інна Дибан [Архівовано 20 грудня 2014 у Wayback Machine.]

2013
- Літературний портал LITFEST Переможці ІІІ-го фестивалю відеопоезії «CYCLOP»-2013 (м. Київ). Відео. Автор: Поліна Городиська[недоступне посилання з червня 2019]
- Еженедельник 2000 Стихи напоказ. Автор: Юрій Володарський
- ЧИТОМО 10 найкращих відеопоезій від фестивалю «CYCLOP». Автор: Оксана Хмельовська [Архівовано 19 грудня 2013 у Wayback Machine.]
- Друг Читача Визначено переможців Міжнародного конкурсу відеопоезії «CYCLOP» (ФОТО, ВІДЕО). Автор: Ольга Гончар [Архівовано 19 грудня 2013 у Wayback Machine.]
- Літературний портал LITFEST Гості та партнери Фестивалю відеопоезії «CYCLOP» — 2013! Автор: Поліна Городиська[недоступне посилання з червня 2019]
- Літературний портал LITFEST 16-17 листопада: III-й Міжнародний фестиваль відеопоезії «CYCLOP» (м. Київ). Автор: Поліна Городиська

2012
- Журі фестивалю 2012[недоступне посилання з червня 2019].
- Гості та партнери фестивалю 2012[недоступне посилання з червня 2019].
- Програма фестивалю 2012[недоступне посилання з червня 2019].
- Переможці конкурсу 2012[недоступне посилання з червня 2019].
- Алексей Ушаков Враження від конкурсу відеопоезії «CYCLOP». +Відео.[недоступне посилання з червня 2019] (рос.)
- Катерина Трофимова «Відеопоезія: щодо переможців та переможених.»[недоступне посилання з червня 2019]
- Gazeta.ua На фестивалі відеопоезій у Києві переміг ролик про сестер-близнючок
- Телекритика.ua Найавторитетніша відеопоетична премія України знайшла своїх власників. Відео
- Культура і життя № 47, 23 листопада, 2012 р. [Архівовано 16 червня 2015 у Wayback Machine.]

2011
- Переможці 1-го Міжнародного конкурсу відеопоезії «CYCLOP»[недоступне посилання з червня 2019].
- Оголошення шорт-листу[недоступне посилання з червня 2019] Міжнародного конкурсу відеопоезії «CYCLOP».
- Gazeta.ua Літератори провели конкурс відеопоезії «Циклоп» [Архівовано 19 грудня 2013 у Wayback Machine.].
- 20 листопада: церемонія нагородження[недоступне посилання з червня 2019] переможців у Міжнародному конкурсі відеопоезії «CYCLOP-2011».
- Прийом робіт на Всеукраїнський конкурс відеопоезії «CYCLOP — 2011»[недоступне посилання з червня 2019].